# Madonna van Stuppach
De Madonna van Stuppach (Duits: Stuppacher Madonna) is een schilderij uit 1514-1519 van de Duitse renaissanceschilder Matthias Grünewald.
Het schilderij bevindt zich tegenwoordig in de parochiekerk van de Kroning van Maria (Pfarrkirche Mariä Krönung) te Stuppach (Bad Mergentheim). Samen met het Issenheimer altaarstuk wordt het beschouwd als een van de hoofdwerken van Grünewald.
Het werk werd ooit gemaakt voor het altaar in de Maria-ter-Sneeuwkapel van de Sint-Petrus en Alexanderkerk te Aschaffenburg. Omstreeks 1531 werd het schilderij uit het altaar gehaald omdat het betreffende altaar aan de Driekoningen werd gewijd. Wat er vervolgens met het schilderij gebeurde is onduidelijk. Pas in 1809 ontdekte men het schilderij in de kapel van het Slot van de Duitse Orde in Mergentheim tijdens de opheffing van de orde. In 1812 kocht een priester het schilderij voor zijn kerk in Stuppach.